# Нагибин, Михаил Васильевич

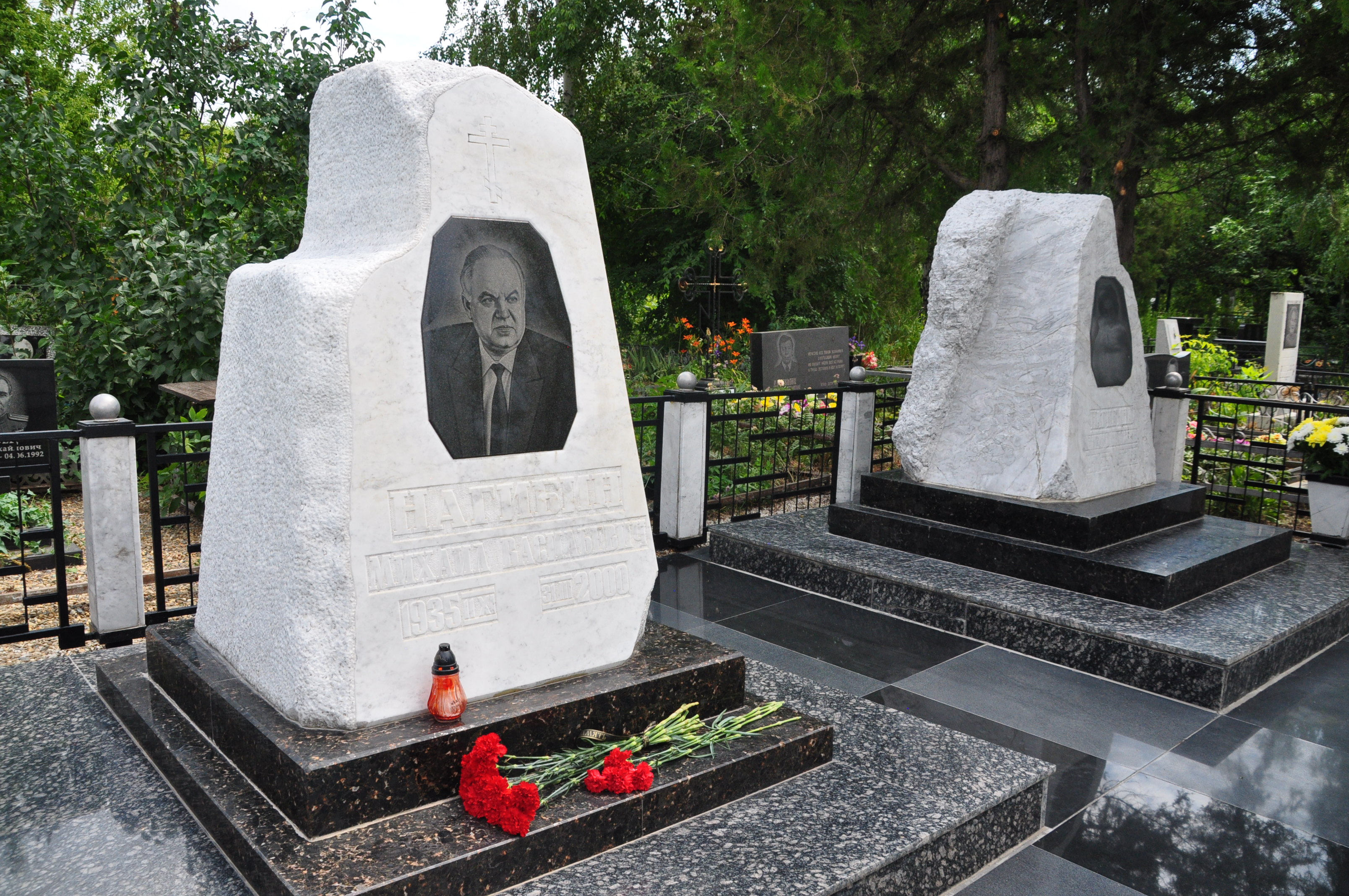
Надгробный памятник на могиле Нагибина Михаила Васильевича на Северном кладбище Ростова-на-Дону.

Михаи́л Васи́льевич Наги́бин (11 ноября 1935, Таганрог — 31 марта 2000, Ростов-на-Дону) — российский советский организатор авиационной промышленности, директор Ростовского вертолётного завода (1980—2000).

## Биография
Родился в городе Таганроге 11 ноября 1935 года.
Детство было трудным, как и у всех «детей войны». Когда Таганрог освободили от фашистов, Мише было только восемь лет. После окончания школы-семилетки решил пойти в Таганрогский авиационный техникум, готовивший специалистов для авиационного завода. Учились в старых плохо приспособленных корпусах., но с большим интересом, особенно после первой практики на заводе. Тогда Михаил решил связать жизнь с авиацией.
По завершении учёбы в 1954 году Михаил получил распределение на один из старейших в России Таганрогский авиационный завод имени Георгия Димитрова. Трудовой путь начал с должности помощника мастера, но поздней осенью того же 1954 года был призван в армию. Служил авиационным механиком в одной из частей Московского военного округа.

### Работа в Таганроге
В 1957 году Михаил вернулся в родной Таганрог. И снова пришел на завод. Вначале числился сборщиком-клепальщиком, но уже вскоре стал мастером. На этой должности М. В. Нагибин понял, что нужно учиться. Вскоре он поступил на заочное отделение механического факультета Новочеркасского политехнического института. Диплом инженера-механика по специальности «Технология машиностроения» он получил в 1963 году. К этому времени Михаил Васильевич уже работал контрольным мастером и был женат.
Молодого инженера назначили заместителем начальника, а в 1964 году — начальником механического цеха № 1. Здесь он поработал до 1970 года. Работа его увлекала, ему нравилось быть в гуще событий. Михаил Васильевич «проявил в работе творческую инициативу, настойчивость, умелое руководство, руководимый им коллектив постоянно добивался выполнения поставленных перед ним задач». Руководство завода направило Михаила Васильевича на Высшие экономические курсы при Ростовском обкоме партии.
В июне 1970 года его назначили заместителем главного технолога завода, а через год — он главным технологом, вместо ушедшего на пенсию Давида Абрамовича Брауде. В этот период из Куйбышева на предприятие передавали для серийного строительства дальний противолодочный самолёт Ту-142М. Таких машин завод ещё не строил, для чего потребовалась сложная перестройка производства. Эту работу возглавлял директор, используя новейшие достижения в области технологии.
За успехи, достигнутые в развитии отечественного самолётостроения М. В. Нагибин был отмечен высокими государственными наградами. В 1971 и 1976 годах был награждён орденами Трудового Красного Знамени и «Знак Почета», а также медалями.

### Работа в Ростове
Министерство авиационной промышленности сочло целесообразным перевести Нагибина из Таганрога на Ростовский вертолётный завод. В мае 1976 года он был назначен главным инженером этого предприятия.
В январе 1980 года, когда ушел на заслуженный отдых директор вертолётного завода Герой Социалистического Труда Д. М. Чумаченко, М. В. Нагибина, назначили новым директором Ростовского вертолётного завода.
Будучи генеральным директором, Нагибин приложил огромные усилия, чтобы Ростовское вертолётостроительное производственное объединение превратилось в крупнейшее машиностроительное объединение с передовой организацией труда и техническим оснащением, развитой сферой социального обслуживания.
За годы его руководства было проведено техническое переоснащение производства, созданы комплексно-механизированные механические цеха и специализированные производства товаров народного потребления и изделий для лёгкой и перерабатывающей промышленности. Освоены в серийном производстве новые модификации транспортно-боевого вертолёта Ми-24 и крупнейший в мире тяжелый транспортный вертолёт Ми-26.
За руководство по освоению серийного производства Ми-26 страна наградила его орденом Ленина. Кроме этого, М. В. Нагибин был удостоен почётных званий «Заслуженный машиностроитель РСФСР» и «Почётный авиастроитель СССР».
С 1992 года под руководством М. В. Нагибина Ростовское вертолётное производственное объединение боролось за выживание в сложных условиях конверсии оборонного производства и перехода к рыночным отношениям. Завод остался лидером российского тяжёлого вертолётостроения, его продукция пользуется высоким спросом как в Российской Федерации, так и за рубежом.
В апреле 1994 года коллектив ростовских вертолётостроителей избрал Михаила Васильевича президентом — генеральным директором ОАО «Роствертол».
В 1996 году по инициативе М. В. Нагибина один из пустующих корпусов Ростовского вертолётного завода был преобразован в первый в Ростове-на-Дону выставочный павильон, тем самым, дав толчок для создания нового рынка в регионе — выставочного бизнеса. Уже 10 лет выставочный центр «ВертолЭкспо» является одним из крупнейших операторов на российском рынке выставочных услуг.
За особый вклад в развитие экономики России, укрепление её военно-промышленного потенциала Президент России наградил Нагибина орденами «За заслуги перед Отечеством» IV степени (1995) и III степени (1999).
Умер М. В. Нагибин 31 марта 2000 года. Похоронен в Ростове-на-Дону.

## Награды и признание
- Кавалер ордена Ленина[2], ордена Трудового Красного Знамени[2], ордена «Знак Почёта»[2], ордена «За заслуги перед Отечеством» III (1999)[3] и IV (1995)[4] степени.
- Почётный авиастроитель СССР.
- Заслуженный машиностроитель РСФСР.
- Почётный гражданин Ростова-на-Дону.

## Память
- Именем М. В. Нагибина в 2000 году в Ростове-на-Дону был назван проспект (бывший проспект Октября)[5] и средняя образовательная школа Ворошиловского района N 96[5].
- На одном из зданий проспекта ему установлена информационная табличка.
- Премией Нагибина награждают лучших сотрудников «Роствертола».

Памятная доска
Информационная табличка

## Семья
Супруга — Надежда Кумбарулли, тоже авиационный специалист, дочь Лариса.